# Nicanor de Carvalho
Nicanor de Carvalho (ur. 9 lutego 1947 w Leme w stanie São Paulo, zm. 28 listopada 2018) – brazylijski trener piłkarski.

## Kariera trenerska
Pracował jako trener w Corinthians Paulista, Internacional Limeira, Paulista, ADAP Galo Maringá, Athletico Paranaense, Coritiba, São José, Ponte Preta, Santos FC, Guarani FC, Kashiwa Reysol, Verdy Kawasaki, América, Botafogo i Rio Branco.